# Кінтанілья-де-Онсонья
Кінтанілья-де-Онсонья (ісп. Quintanilla de Onsoña) — муніципалітет в Іспанії, у складі автономної спільноти Кастилія-і-Леон, у провінції Паленсія. Населення — 206 осіб (2010).
Муніципалітет розташований на відстані близько 240 км на північ від Мадрида, 50 км на північ від Паленсії.
На території муніципалітету розташовані такі населені пункти: (дані про населення за 2010 рік)
- Портільєхо: 18 осіб
- Кінтанілья-де-Онсонья: 53 особи
- Велільяс-дель-Дуке: 22 особи
- Вільянтодріго: 11 осіб
- Вільяпровіано: 58 осіб
- Вільярм'єнсо: 44 особи

## Демографія
Динаміка населення (INE ):